# Авіатехнік

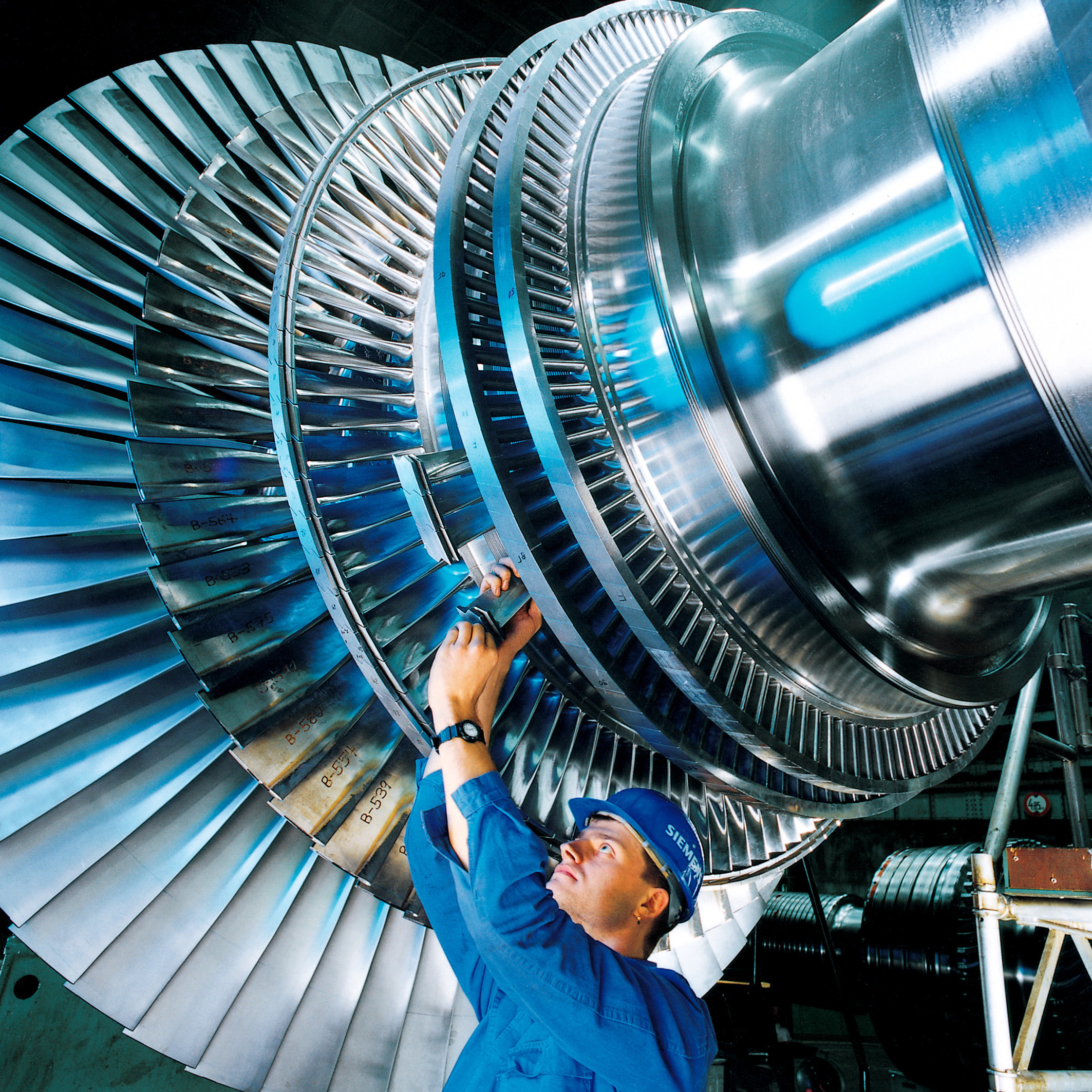
Авіатехнік виконує операції на турбіні.

Авіаційний технік (Авіатехнік) — фахівець з технічною освітою з наземного обслуговування авіаційної техніки — літаків, гелікоптерів і т. д., Що має дійсне свідоцтво авіаційного техніка (диплом про освіту). Вища інженерно-технічна освіта дозволяє займати інженерні (керівні) посади. Авіаційні техніки навчаються 2 роки (школа техніків), 3 роки (базова вища освіта) або 5 років (вища інженерно-технічна освіта). Всі ці категорії авіаційного персоналу складають Інженерно-технічний склад (ІТС) авіації. Частина ІТС, після відповідної перепідготовки та придатні за станом здоров'я, входять в штати льотно-підйомного складу (складу екіпажів) в якості бортмеханіків, борттехніків і бортінженерів.
Авіатехніки — це ціла структура в авіації, зі своїми навчальними закладами, складною системою забезпечення.
Аналоги в інших країнах:
- В Канаді — Aircraft Maintenance Engineer[en]
- В США — American Aircraft Maintenance Technician
- В Європі — Aircraft maintenance technician

## Інтернет-ресурси
- Computer Testing Supplement for Aviation Mechanic General, Powerplant, and Airframe; and Parachute Rigger FAA 2005